# Impatiens lacinulifera
Impatiens lacinulifera är en balsaminväxtart som beskrevs av Yi Ling Chen. Impatiens lacinulifera ingår i släktet balsaminer, och familjen balsaminväxter. Inga underarter finns listade i Catalogue of Life.